# Волповский сельсовет
Волповский сельсовет (бел. Воўпаўскі сельсавет) — административная единица на территории Волковысского района Гродненской области Белоруссии. Административный центр — агрогородок Волпа.

## Состав
Волповский сельсовет включает 9 населённых пунктов:
- Александровка — деревня.
- Бобры — деревня.
- Волпа — агрогородок.
- Гледневичи — деревня.
- Длугополь — деревня.
- Замостьяны — деревня.
- Ковали — деревня.
- Половки — деревня.
- Тупичаны — деревня.